# Phoradendron heterostachyum
Phoradendron heterostachyum är en sandelträdsväxtart som beskrevs av Kuijt. Phoradendron heterostachyum ingår i släktet Phoradendron och familjen sandelträdsväxter. Inga underarter finns listade i Catalogue of Life.